# Eleşkirt
Eleşkirt là một huyện thuộc tỉnh Ağri, Thổ Nhĩ Kỳ. Huyện có diện tích 1545 km² và dân số thời điểm năm 2007 là 40867 người, mật độ 26 người/km².